# Serra de Polseruda
La Serra de Polseruda és una serra situada entre els municipis de Dosrius i de Sant Andreu de Llavaneres a la comarca del Maresme, amb una elevació màxima de 440 metres.